# Synopsidia jodes
Synopsidia jodes är en fjärilsart som beskrevs av Eugen Wehrli 1936. Synopsidia jodes ingår i släktet Synopsidia och familjen mätare. Inga underarter finns listade i Catalogue of Life.